# Cricotus
Cricotus is een geslacht van uitgestorven Embolomeri. Het werd benoemd in 1875 door Edward Drinker Cope op basis van fragmentarische, niet duidelijk geassocieerde overblijfselen, waaronder staartwervels, waarop de naam werd gevestigd (in feite gebaseerd op een enkel intercentrum), evenals enkele andere postcraniale botten. Het werd weinig gebruikt in de latere literatuur, in tegenstelling tot Archeria, dat een jonger synoniem van Cricotus lijkt te zijn. Aangezien de typesoort Cricotus heteroclitus echter een nomen dubium is, is de naam Cricotus niet beschikbaar. Dit is de reden waarom Holmes voorstelde om de naam Archeria voor dit taxon te gebruiken, hoewel hij geen bewijs leverde dat hij hiervoor een formele petitie indiende bij de International Commission on Zoological Nomenclature (en dit vermoedelijk niet heeft gedaan).
De typesoort is Cricotus heteroclitus. Het holotype is UC 6517, een intercentrum van de staart gevonden bij Danville, Vermillion County, Illinois.
Andere soorten uit dezelfde vindplaats zijn Cricotus gibsoni Cope, 1875 gebaseerd op de syntypen UC 6521 en UC 6522, intercentra van de staart; en Cricotus discophorus Cope, 1875 gebaseerd op UC 6518, een intercentrum van de staart.